# Jean-Henri Casimir Fabre
Jean-Henri Casimir Fabre (Saint-Léons du Lévézou, Aveyron, 21 de dezembro de 1823 — Sérignan-du-Comtat, Vaucluse , 11 de outubro de 1915) foi um cientista, humanista, naturalista, entomologista, escritor e poeta francês.

## Obras
- Scène de la vie des insectes
- Chimie agricole]] (livro escolar) (1862)
- La Terre (Jean Henri Fabre)|La Terre]] (1865)
- Le Ciel (livro escolar) (1867) - Read on gallica
- Catalogue des « Insectes Coléoptères observés aux environs d'Avignon » (1870)
- Les Ravageurs (1870)
- Les Auxiliaires (1873)
- Aurore (livro escolar) (1874) Read on gallica
- Botanique (livro escolar) (1874)
- L'Industrie (livro escolar) (1875)
- Les Serviteurs (livro escolar) (1875)
- Sphériacées du Vaucluse (1878)
- Souvenirs entomologiques - 1ª serie (1891) - (1879) - Read on gallica
- Etude sur les moeurs des Halictes (1879)
- Le Livre des Champs (1879)
- Lectures sur la Botanique (1881)
- Nouveaux souvenirs entomologiques - 2ª serie (1882) - Read on gallica
- Lectures sur la Zoologie (1882)
- Zoologie (Jean Henri Fabre)|Zoologie (livro escolar) (1884)
- Souvenirs entomologiques - 3ª serie (1886) - Read on gallica
- Histoire naturelles (livro escolar) (1889)
- Souvenirs entomologiques - 4ª serie (1891) - Read on gallica
- La plante : leçons à mon fils sur la botanique (livro escolar) (1892) - Read on gallica
- Souvenirs entomologiques - 5ª serie (1897) - Read on gallica
- Souvenirs entomologiques - 6ª serie (1900) - Read on gallica
- Souvenirs entomologiques - 7ª serie (1901) - Read on gallica
- Souvenirs entomologiques - 8ª serie (1903)
- Souvenirs entomologiques - 9ª serie (1905)
- Souvenirs entomologiques - 10ª serie (1909)
- Oubreto Provençalo dou Felibre di Tavan (1909)
- La Vie des insectes (1910)
- Mœurs des insectes (1911)
- Les Merveilles de l'instinct chez les insectes (1913)
- Le monde merveilleux des insectes (1921)
- Poésie françaises et provençales (1925) (edição final)
- La Vie des araignées (1928)
- J. Henri Fabre, The Life of the Grasshopper. Dodd, Mead, and company, 1917. ASIN B00085HYR4
- J. Henri Fabre, The Life of the Caterpillar. Dodd, Mead, 1919. ASIN B00089FB2A
- J. Henri Fabre, Field, Forest, and Farm: Things interesting to young nature lovers, including some matters of moment to gardeners and fruit-growers. The Century Company, 1919. ASIN B00085PDU4
- J. Henri Fabre, This Earth is Ours: Talks about Mountains and Rivers, Volcanoes, Earthquakes, and Geysers & Other Things. Albert & Charles Boni, 1923. ASIN B000EHLE22
- J. Henri Fabre, The Glow-Worm and Other Beetles. Dodd, Mead, 1924. ASIN B000882F2K
- J. Henri Fabre, (Alexander Teixeira de Mattos, translator), The Mason Bees. Garden City, 1925. ASIN B00086XXU0; Reprinted in 2004 by Kessinger Publishing; ISBN 1-4179-1676-1; ISBN 978-1-4179-1676-4
- J. Henri Fabre, Curiosities of Science. The Century Company, 1927. ASIN B00086KVBE
- J. Henri Fabre, (Alexander Teixeira de Mattos, translator), The Insect World of J. Henri Fabre. Introduction and Interpretive Comments by Edwin Way Teale; Foreword to 1991 edition by Gerald Durrell. Published by Dodd, Mead in 1949; Reprinted by Beacon Press in 1991; ISBN 0-8070-8513-8
- J. Henri Fabre, (Alexander Teixeira de Mattos, translator), The Life of the Spider. Preface by Maurice Maeterlinck; Introduction by John K. Terres. Published by Horizon Press, 1971; ISBN 0-8180-1705-8 (First published by Dodd, Mead, and company in 1913, ASIN B00085D6P8)
- J. Henri Fabre, (Alexander Teixeira de Mattos, translator), The Life of the Fly. Fredonia Books, 2001. ISBN 1-58963-026-2; ISBN 978-1-58963-026-0
- J. Henri Fabre, The Hunting Wasps. University Press of the Pacific, 2002. ISBN 1-4102-0007-8; ISBN 978-1-4102-0007-5
- J. Henri Fabre, The Wonders of Instinct: Chapters in the Psychology of Insects. University Press of the Pacific, 2002. ISBN 0-89875-768-1; ISBN 978-0-89875-768-2